# خافيير روبيو هارو
خافيير روبيو هارو (بالإسبانية: Javier Rubio Haro)‏ هو لاعب كرة قدم إسباني في مركز الدفاع، ولد في 12 مايو 1999 في مدريد في إسبانيا. لعب مع رايو فايكانو ب ونادي ليغانيس.

## وصلات خارجية
- خافيير روبيو هارو على موقع قاعدة بيانات كرة القدم.إي يو (الإنجليزية)
- خافيير روبيو هارو على موقع Soccerway.com (الإنجليزية)